# 広瀬アリス
広瀬 アリス（ひろせ アリス、英: Alice Hirose、1994年〈平成6年〉12月11日 - ）は、日本の女優、元ファッションモデル。
静岡県静岡市清水区出身。フォスタープラス所属。妹は女優でファッションモデルの広瀬すず。

## 来歴

### 生い立ち
静岡県生まれ。静岡市立清水高部東小学校、静岡市立清水第六中学校卒業。
小学校6年生の時に、地元のお祭りで現在の事務所にスカウトされる。その時はバスケットボールに熱中し、芸能界には興味がなかった。日焼けして肌が黒く、髪の毛も短かったために男の子と間違えられてスカウトされた。家族構成は父、母、1歳年上の兄、4歳年下の妹で女優の広瀬すず。
妹のすずは同じく「ミスセブンティーン」に選ばれ、姉妹揃ってセブンティーンモデルとなる。また、姉妹で全国高等学校サッカー選手権大会応援マネージャー（姉のアリスは第89回大会、妹のすずは第93回大会）を務めた。大塚食品「MATCH」のCMでも姉妹で共演している。以降も、妹とはイベントやテレビで度々共演している。

### モデル業
2009年、女性ファッション雑誌『Seventeen』（集英社）の専属モデルオーディション「ミスセブンティーン」に応募。工藤えみ、高田有紗、橋本愛らと共にグランプリに選ばれ、以降は専属モデルとして活動する。3年後の2012年には妹の広瀬すずも『Seventeen』に加入し、史上初めて姉妹で専属モデルとなる。
2013年1月29日、トリンプの下着オンラインショップ「アモスタイル」のイメージキャラクターに選ばれ、会場のバトゥール東京にて下着姿を初披露した。
2015年1月には、妹の広瀬すずと『Seventeen』3月号の表紙を飾った。姉妹で表紙を飾ったのは、『Seventeen』史上初の快挙だった。
2018年4月26日発売の雑誌『with』6月号（講談社）から同誌のレギュラーモデルを務めるが、2015年12月号をもって『Seventeen』専属モデルを卒業、ファッションモデルを引退し女優業に専念することを発表してからは、女優業中心で活動している。

### 女優業
2010年の『明日の光をつかめ』（東海テレビ制作・フジテレビ系）では、東海テレビの昼ドラ史上最年少ヒロイン（当時・15歳）に抜擢された。
2014年3月7日公開の『銀の匙 Silver Spoon』でヒロインの御影アキを演じるに当たり、役作りの為に今まで長かった髪を切り落とし、併せて、前年7月からは乗馬や輓馬、乳搾りの練習を行うなど、女優としての実績を重ねている。
一方、妹のすずの知名度が上がってからは、女優業での活動よりも、すずの姉という印象が一般には強く、オリコンの調査でのアリスを思い浮かべるということでは、すずの姉という声が大多数を占めるという結果が出たことがある。また、すずのスケジュールの都合がつかず、代わりに出演していたこともあり、マネジメント側からの売り込みがあったという。
2017年の連続テレビ小説『わろてんか』（NHK総合）で見せたコメディエンヌの才能と女優としての演技の幅の広さは高く評価された。妹すずと対照的にコミカルな役を演じることが多く、バラエティ番組への出演も多い。こうして女優としての演技の幅が広がるにつれ、現在では、過去のすずの姉という印象より「女優・広瀬アリス」として広く認識されるようになった。
2018年には、芸能生活10年目で初の賞「コットンUSAアワード」を受賞した。
2018年、第21回上海国際映画祭に参加（出演作『食べる女』が「GALA部門」に出品）。初の海外映画祭体験となった。
2022年4月23日、体調不良により秋に出演予定だった舞台『薔薇とサムライ2－海賊女王の帰還－』を降板することを発表。同月25日、休養を報告。放送中の2本の主演ドラマ『恋なんて、本気でやってどうするの?』（関西テレビ制作・フジテレビ系）及び『探偵が早すぎる〜春のトリック返し祭り〜』（読売テレビ制作・日本テレビ系）は最後まで撮影を続ける。同月29日、活動休止ではない旨のメッセージを出している。
2023年のNHK大河ドラマ『どうする家康』に徳川家康の側室・於愛の方役で出演（大河ドラマ初出演）。
2024年4月クールの『366日』（フジテレビ系）で月9ドラマ初主演を務めた。

### 社会貢献活動
2015年、「なんとかしなきゃ!プロジェクト」 にメンバーとして参加。7月にフィリピンを視察に訪れる。この訪問の様子は8月30日放送の『広瀬アリス×広瀬すず エシカルの贈りもの 〜ハピネスをつくるデザイン〜』（BS朝日）で紹介された。
2016年、フェアトレードの商品を販売する株式会社チチカカとチャリティー商品を販売した。2020年、セーブ・ザ・チルドレンによる子ども支援活動への寄付を呼びかける「読み聞かせプロジェクト」の SNSキャンペーンに参加した。また、NPOの国連WFP協会による、世界の学校給食が食べられない子供のための募金活動に協力した。
2024年、国連WFP協会親善大使に就任した。

## 人物
- 趣味・特技は、バスケットボールとハンドボール、編み物[1]、乗馬[36][37]。
- 休みの日は引きこもって漫画を読んでいる事が一番の幸せ[38] と言う程の「漫画バカ」を自認し[39]、自らを「男子」と称するほど、青年漫画（『ヤングマガジン』や『週刊ヤングジャンプ』）を好んで読んでいる。好きな漫画に『pupa』や『奴隷区』、『亜人』、『寄生獣』、『ミスミソウ』、『ライチ☆光クラブ』、『東京喰種』、『鋼の錬金術師』、『銀の匙』などを挙げている[40]。『デイリー新潮』で、号泣した漫画に『死役所』を挙げた[41]。ロケや旅先に『キングダム』全巻、40冊くらいを持っていったこともある[42]。
- 好きなキャラクターは『ダイヤのA』の小湊春市[43]。ただし、『東京喰種』の金木研は別格[44]。また、『ダイヤのA』の小湊春市と『東京喰種』の金木研の声を担当している花江夏樹を神様と評している[44]。
- 結婚願望はなく、“付き合いたいランキング１位”として漫画『東京喰種』の主人公・金木研を挙げている[38]。
- 以前は「広瀬 晶」名義で活動していた。「アリス」は本名ではなく、その由来も分からないという[45][46]。ある日突然、事務所の社長に「今日から、あなたはアリスよ」と言われて改名した[47]。
- 芸名や容貌からハーフやクォーターかと聞かれることがあるが、純日本人である[48]。
- 以前は妹のすず、母親と同居していた[49][50]が、後に別居している。すずによれば、アリスは「役を引きずって帰ってくる」タイプだという[50]。
- アルバイトなど一般の仕事の経験はない[51]。
- 10代後半で仕事は怠らなかったものの「イヤイヤ期」があったと語っている[52]。加えて前述の「わろてんか」出演が、そうした過去から脱したきっかけになったとも語った。
- 2020年1月公開の映画『AI崩壊』では、役づくりのため、髪を30センチ以上カットして撮影に臨んだ[53]。

## 出演
主演作は、作品名と役名を太字で表記。

### テレビドラマ
- ファイブ（2008年1月5日、NHK総合）
- ケータイ発ドラマ 激・恋…運命のラブストーリー…（2010年4月9日 - 5月28日、NHK総合） - 久永夏帆 役
- 明日の光をつかめ（第1シリーズ、2010年7月5日 - 9月3日、東海テレビ） - 沢口遥 役
- 大切なことはすべて君が教えてくれた（2011年1月17日 - 3月28日、フジテレビ） - 加川涼子 役
- 新・あなたの知らない世界『覗くな』（2011年8月25日、日本テレビ） - 主演
- 放課後はミステリーとともに（2012年4月23日 - 6月25日、TBS） - 高林奈緒子 役
- Answer〜警視庁検証捜査官 第3話（2012年5月2日、テレビ朝日） - 山根里桜 役
- 黒の女教師（2012年7月20日 - 9月21日、TBS） - 佐伯江衣花 役
- 相棒 Season11 第11話 元日スペシャル「アリス」（2013年1月1日、テレビ朝日） - 橘瑠璃子 役
- まほろ駅前番外地 第5話（2013年2月8日、テレビ東京） - 劇中ドラマ家政婦 役
- 35歳の高校生（2013年4月13日 - 6月22日、日本テレビ） - 長谷川里奈 役
- 金曜プレステージ・事件屋稼業（2013年5月17日、フジテレビ） - 川島カオリ 役
- ルーズヴェルト・ゲーム（2014年4月27日 - 6月22日、TBS） - 山崎美里 役
- 僕らはみんな死んでいる♪（2014年7月1日 - 9月2日、TBS） - 暁凛 役
- ほんとにあった怖い話 15周年スペシャル『誘いの森』（2014年8月16日、フジテレビ）
- 玉川区役所 OF THE DEAD（2014年10月4日 - 12月20日、テレビ東京） - 立花凛 役
- 佐知とマユ（2015年3月17日、NHK総合） - マユ 役[54]
- 妄想彼女（2015年5月23日 - 6月20日、フジテレビ） - はる 役[55]
- 釣りバカ日誌〜新入社員 浜崎伝助〜（2015年10月23日 - 12月11日、テレビ東京） - 小林みち子 役[56]
  - 釣りバカ日誌〜新入社員 浜崎伝助〜 伊勢志摩で大漁! 初めての出張編（2017年1月2日）[57]
  - 釣りバカ日誌 Season2 〜新米社員 浜崎伝助〜（2017年4月21日 - 6月16日）[58]
  - 釣りバカ日誌 新米社員 浜崎伝助　瀬戸内海で大漁!結婚式大パニック編（2019年1月4日）[59]
- ダマシバナシ（2015年12月20日、日本テレビ） - 吉田真昼 役[60]
- “青の時代”名曲ドラマシリーズ 荒井由実「ひこうき雲」（2016年3月24日、NHK BSプレミアム） - 山田円子 役[61]
- 愛を乞うひと（2017年1月11日、読売テレビ・日本テレビ） - 山岡深草 役[62]
- 連続テレビ小説 わろてんか（2017年10月9日 - 2018年3月31日、NHK総合） - 秦野リリコ 役[63]
- 正義のセ（2018年4月11日 - 6月13日、日本テレビ） - 竹村温子 役[64]
- 探偵が早すぎる（2018年7月19日 - 9月20日、日本テレビ） - 十川一華 役（滝藤賢一とのW主演）[65]
  - 探偵が早すぎる〜春のトリック返し祭り〜（2022年4月14日 - 6月16日、読売テレビ）[66]
- ハラスメントゲーム（2018年10月15日 - 12月10日、テレビ東京） - ヒロイン・高村真琴 役[67]
- 東野圭吾 手紙（2018年12月19日、テレビ東京） - 中条朝美 役[68]
- 家康、江戸を建てる 後編「金貨の町」（2019年1月3日、NHK総合） - 早紀 役[69]
- ラジエーションハウス〜放射線科の診断レポート〜（2019年4月8日 - 6月17日、フジテレビ） - 広瀬裕乃 役[70]
  - ラジエーションハウス〜放射線科の診断レポート〜『特別編』（2019年6月24日）[71]
  - ラジエーションハウスII〜放射線科の診断レポート〜（2021年10月4日 - 12月13日）[72]
  - ラジエーションハウスII〜放射線科の診断レポート〜『特別編』（2021年12月20日）[73]
- トップナイフ-天才脳外科医の条件-（2020年1月11日 - 3月14日、日本テレビ） - 小机幸子 役[74]
- まとわりつくオンナ〜五つの地獄編 第2話「本当の友だち」（2020年3月5日、TBS） - まりや 役
- Living 第1話（2020年5月30日、NHK総合） - シイ 役
- 世にも奇妙な物語 '20夏の特別編 「しみ」（2020年7月11日、フジテレビ） - 三浦あずさ 役[75]
- 七人の秘書（2020年10月22日 - 12月10日、テレビ朝日） - 照井七菜 役[76]
  - 七人の秘書スペシャル（2022年10月2日）[77]
- 知ってるワイフ（2021年1月7日 - 3月18日、フジテレビ） - ヒロイン・剣崎澪 役[78]
- イチケイのカラス 第4話（2021年4月26日、フジテレビ） - 極道妻 役[79][注 2]
- 失恋めし（2022年1月14日・Amazonプライム、2022年7月・読売テレビ） - キミマルミキ 役[81]
- 恋なんて、本気でやってどうするの?（2022年4月18日 - 6月20日、関西テレビ・フジテレビ） - 桜沢純 役[82]
- 忍者に結婚は難しい 第1話（2023年1月5日、フジテレビ） - 山田澪 役[83][84]
- 大河ドラマ どうする家康 第23回 - 第36回（2023年6月18日 - 9月24日、NHK総合） - 於愛の方 役[28][85][86]
- マイ・セカンド・アオハル（2023年10月17日 - 12月19日、TBS） - 白玉佐弥子 役[87]
- 366日（2024年4月8日 - 6月17日、フジテレビ） - 雪平明日香 役[29]
- 連続ドラマW 完全無罪（2024年7月7日 - 8月4日、WOWOW） - 松岡千紗 役[88][89]
- 全領域異常解決室（2024年10月9日 - 12月18日、フジテレビ） - 雨野小夢 役[90]
- なんで私が神説教（2025年4月12日 - 6月14日、日本テレビ） - 麗美静 役[91][92]

### 映画
- 死にぞこないの青（2008年8月30日、ザナドゥー）
- 仮面ライダー×仮面ライダー W&ディケイド MOVIE大戦2010（2009年12月12日、東映） - 岬ユリコ / 電波人間タックル 役
- すべては海になる（2010年1月23日、東京テアトル）
- マリア様がみてる（2010年11月6日、ジョリー・ロジャー / リバプール / メ〜テレ） - 武島蔦子 役
- Lost Harmony（2011年12月3日、ゴー・シネマ） - 宮田サナエ 役[93]
- スープ〜生まれ変わりの物語〜（2012年7月7日、東京テアトル） - 美崎瞳 役
- 絶叫学級（2013年6月14日、東宝映像事業部） - 高見沢リオ 役
- 銀の匙 Silver Spoon（2014年3月7日、東宝） - 御影アキ 役[94]
- FLARE〜フレア〜（2014年4月26日、アイモーション） - アイカワサキ 役[95]
- ちはやふる -上の句-（2016年3月19日、東宝） - 綾瀬千歳 役[注 3]
- 探偵ミタライの事件簿 星籠の海（2016年6月4日、東映） - 小川みゆき 役[97]
- 全員、片想い（2016年7月2日、東映） - 希美 役[98][99][100]
- L -エル-（2016年11月25日、東宝映像事業部） - エル 役[101]
- 新宿スワンII（2017年1月21日、ソニー・ピクチャーズ エンタテインメント） - 小沢マユミ 役[102]
- 氷菓（2017年11月3日、KADOKAWA） - 千反田える 役[103]
- 巫女っちゃけん。（2018年1月20日より福岡先行公開 / 2月3日より全国公開、スリーパーエージェント） - しわす 役[104][105]
- 食べる女（2018年9月21日、東映） - 本津あかり 役[106]
- 旅猫リポート（2018年10月26日、松竹） - 千佳子 役[107]
- 銃（2018年11月17日、KATSU-do＝太秦） - ヨシカワユウコ 役[108]
- AI崩壊（2020年1月31日、ワーナー・ブラザース映画） - 奥瀬久未 役[109]
- サイレント・トーキョー（2020年12月4日、東映） - 高梨真奈美 役
- 地獄の花園（2021年5月21日、ワーナー・ブラザース映画） - 蘭 役[110]
- 劇場版ラジエーションハウス（2022年4月29日、東宝） - 広瀬裕乃 役[111]
- 七人の秘書 THE MOVIE（2022年10月7日、東宝） - 照井七菜 役[112]
- 劇場版 全領域異常解決室（2026年公開予定） - 雨野小夢 役[113]

### 携帯ドラマ
- 恋愛約束（2008年） - 市川ひなた 役
- 激恋（2010年） - 久永夏帆 役
- 僕らはみんな死んでいる♪（2013年 - 2014年） - 暁凜 役

### 配信ドラマ
- 恋マジのウラ撮っちゃって、どうするの?（2022年4月18日 - 、GYAO!） - 桜沢純 役

### 吹き替え
- パワーレンジャー（2017年） - キンバリー / ピンクレンジャー 役（ナオミ・スコット）[114]
- ミッション:インポッシブルシリーズ - アラナ・ミツソポリス / ホワイト・ウィドウ 役（ヴァネッサ・カービー）
  - ミッション:インポッシブル/フォールアウト（2018年）[115]
  - ミッション:インポッシブル/デッドレコニング PART ONE（2023年）[116]
  - ミッション:インポッシブル/ファイナル・レコニング（2025年）[117]

### アニメ映画
- モンスターストライク THE MOVIE ソラノカナタ（2018年10月5日、ワーナー・ブラザース映画） - ソラ 役[118]
- 映画ドラえもん のび太の月面探査記（2019年3月1日、東宝） - ルナ 役[119]
- バブル（2022年5月13日、ワーナー・ブラザース映画） - マコト 役[120]

### テレビアニメ
- ちびまる子ちゃん（2019年12月1日、フジテレビ） - 恭子 役[121]

### バラエティ番組
- 久保ヒャダこじらせナイト（2012年12月1日、フジテレビ）
- もはや神ダネ（2013年4月17日 - 9月18日、フジテレビ）
- 有田哲平の世界一オモシロい番組3（2016年10月17日、日本テレビ）[122]
- 調べて!アソコの外国人〜追跡!謎のジャパニーズ生活〜（2017年5月7日・14日、日本テレビ） - MC
- 憧れの仕事やってみました!日本×海外の人生交換（2017年7月3日・12月26日、関西テレビ） - MC
- バカリズムの新説ハラスメント大事典（2018年10月23日・30日、テレビ東京）
- R-1グランプリ（2021年3月7日 - 、関西テレビ・フジテレビ系） - MC（霜降り明星と担当）[123]

### その他テレビ番組
- 青春!アリスポ〜SPORTS×MANGA〜（2014年8月10日、NHK BS1） - ナビゲーター
- アナザースカイシリーズ（日本テレビ）
  - アナザースカイ（第1期）（2015年11月20日） - ゲスト[124]
  - アナザースカイII（2019年4月5日 - 2021年3月26日） - MC（今田耕司と共演）[125][126]
- ハートネットTV「2016リオパラリンピック」（2016年1月、全14回、NHK Eテレ） - 司会[127]
- 広瀬アリス・すず・中村雅俊のバスケ愛 一生に一度の歴史的開幕戦（2016年9月11日、フジテレビ） - ナレーション
- 広瀬アリス&すずの「バスケ、キテるね!」（2016年9月17日、フジテレビ）
- おしゃれイズム（2017年1月15日、日本テレビ） - ゲスト[128]
- さまぁ〜ずチャート（2017年9月30日、テレビ朝日） - MC（さまぁ〜ずと共演）[129]
- 突然ですが占ってもいいですか？（2021年4月14日、フジテレビ）[130]

### CM
- 高宮学園 代々木ゼミナール（2009年 - 2010年）
- タカラトミー ラブデジシリーズ（2009年 - 2010年）
  - ムービングフォト（2009年） - 壇はう（現・飯窪春菜）と共演
  - ふりふりフォトフレーム（2010年） - 壇はうと共演
  - ラブデジ プリシールスティック（2010年） - 壇はうと共演
  - PVカム（2010年） - 刈谷友衣子と共演
- 東京ガス 安全TODAY「換気のお願い」篇（2010年 - ）
- イーストボーイ 2010年春夏カタログ（2010年）
- 静岡県 うつ・自殺予防対策「娘の想い」篇（2010年）
- ロッテ「クールミントガム」（2010年9月 - ） - 南明奈と共演
- 日清食品「日清焼そばU.F.O.」（2011年6月） - 北乃きいと共演[131]
- 赤城乳業「ガツン、とみかん」（2012年 - ）[132]
- 大塚食品「ビタミン炭酸 MATCH」（2014年 - ） - 広瀬すずと共演[133][134]
- HOYA「アイシティ」（2014年）[135]
- ユニバーサル・スタジオ・ジャパン
  - 「バイオハザード・ザ・リアル3」（2015年6月 - ）[136]
  - 「ウィザーディング・ワールド・オブ・ハリー・ポッター」（2016年4月 - ） - 広瀬すずと共演
- 大正製薬
  - 「コパトーン パーフェクトUVカットミルク」（2017年4月）[137]
  - 「ナロンLOXY」（2021年3月 - ）
- 日本コカ・コーラ
  - リアルゴールド（2017年5月 - ）[138]
  - ジョージア
    - 「ジャパン クラフトマン」（2018年5月14日 - ） - 勝地涼と共演[139]
    - 「ジョージア ブランドキャンペーン」『だから私は、がんばれる。』篇（2019年1月22日 - ） - 山田孝之、染谷将太、麻生久美子と共演[140]
    - 「ジョージア ブランドキャンペーン」『TOKYO2020 宣言』篇（2020年1月13日 - ）  - 山田孝之と共演[141]
    - 「ジョージア “運だめし”キャンペーン」『当たらない男』篇 （2020年9月7日 - ） - 山田孝之と共演[142]
    - 「ジョージア」×「機動戦士ガンダム」キャンペーン 『動かす人』篇（2021年1月11日 - ） - 山田孝之と共演[143]
    - 「おうちでCafé GEORGIAキャンペーン」『おうちで カフェジョージア夫婦』篇、『おうちで カフェジョージア妻」篇 、『おうちで カフェジョージア夫」篇（2021年4月19日 - ） - 山田孝之と共演[144]
    - 「“当たり付き” ジョージア キャンペーン」『あれ、何してるの？』篇 （2021年9月6日 - ） - 山田孝之と共演[145]
    - 「ジョージア ホットキャンペーン」『あったか～いの季節』篇 （2021年10月25日 - ） - 山田孝之、チャンカワイと共演[146]
    - 「ジョージア ホットキャンペーン」第2弾『あたためられた芸人』篇 （2021年11月29日 - ） - 山田孝之、チャンカワイと共演[147]
    - 「ジョージア ジャパン クラフトマン」『ところがこのコーヒーは』篇（2022年3月29日 - ）[148]
    - 「ジョージア ZERO」『ランウェイ』篇（2022年10月10日 - ）[149]

  - 爽健美茶（2021年5月 - ）[150]
- LIXIL トイレ「キリギリスとアリとアリス」篇（2017年9月 - ） - ピエール瀧、山下智久と共演[151]
- LINEバイト
  - 「沸騰ガール セリフ」篇 / 「沸騰ガール 歌」篇（2018年3月 - ）[152]
- しゃぶしゃぶ温野菜（2018年4月 - ）[153]
- リクルートライフスタイル「HOT PEPPER Beauty」 - 阿部寛と共演
  - 「あの人でさえもネット予約説 12月（美容室）」編、「12月（リラクサロン）」編、「1月（美容室）」編（2017年12月17日 - ）[154]
  - 「新生活 ヘア篇」編（2018年3月25日 - ）[155]
  - 「空き状況」篇 / 「24時間予約」篇（2018年6月28日 - ）[156]
- DiDiモビリティジャパン「DiDi」
  - 「教えるDiDi 確保」篇（2018年12月7日 - 、大阪で放映） - 滝藤賢一と共演[157]
- 明治安田生命
  - 「みんなの健活 はじまる」篇（2019年1月12日 - ） - 松岡修造と共演[158]
  - 「新しい寄り添い方」篇（2020年10月24日 - ）[159]
- ヤマザキビスケット
  - 「ノアール」（2019年3月 - ）[160]
  - 「エアリアル」（2019年10月 - ）[161]
- 沖電気工業（2019年10月 - ）[162]
- 日清オイリオグループ 「日清MCTオイル」
  - 「Hop Step MCT 毎日が運動だ。洗濯」篇 （2020年8月7日 - ）[163]
  - 「Hop Step MCT 毎日が運動だ。階段」篇 （2020年11月13日 - ）[164]
  - 「新しくなりました!」篇 （2021年11月22日 - ）[165]
  - 「ホームパーティ」篇（2022年3月30日 - ）[166]
- フロンティア「Ready Crew（レディくる）」（2020年12月14日 - ）[167]
- 富士フイルム
  - 「お正月を写そう♪2021 くつろぎ新年会・遊べるチェキ」篇（2020年 - 2021年） - 広瀬すず、堺雅人と共演[168]
- ビーグリー「まんが王国」（2021年1月 - ）[169]
- キリンビール 「淡麗グリーンラベル」
  - 「NEW GREEN」篇 / 「GREEN JUKEBOX 君」篇（2021年5月11日 - ） - あいみょんと共演[170]
  - 「新緑のグリーンラベル」篇（2022年5月9日 - ）[171]
  - 「GREEN JUKEBOX 恋」篇（2022年5月24日 - ） - あいみょんと共演[172]
  - 「スプリングバレー」『クラフト入門 赤白』篇（2023年8月4日 - ） - 大森南朋と共演[173]
  - 「本麒麟」『新しい本麒麟はじまる』篇（2024年2月12日 - ） - タモリ、江口洋介、松山ケンイチと共演[174]
  - 「本麒麟」『ミュージアム（言葉）』篇（2024年5月1日 - ） - トリンドル玲奈と共演[175]
  - 「本麒麟」『夏のいちばん』篇（2024年5月19日 - ）[176]
- 花王 「Essential THE BEAUTY」
  - 「Essential THE BEAUTY 宣言篇」 （2021年8月25日 - ）[177]
  - 「Essential THE BEAUTY うるおい篇」（2022年1月10日 - ）[178]
  - 「Essential THE BEAUTY カラー篇」（2022年2月1日 - ）[179]
- プレミアアンチエイジング 「CANADEL」（2021年10月14日 - ）
- ポケモン「ポケットモンスター ブリリアントダイヤモンド・シャイニングパール」「Pokémon LEGENDS アルセウス」
  - 「幸せな悩み・カフェ」篇（2021年11月19日 - ）[180]
  - 「やめるの、やめた」篇（2022年1月21日 - ）[181]
- KDDI・沖縄セルラー povo2.0「povo姉の使い切ったら」篇（2022年1月27日 - ）[182]
- 戸田建設
  - 「TODA BUILDING」篇（2023年9月2日 - ）[183][184]
  - 「アグリサイエンスバレー篇」（2024年2月1日 - ）[185]
- JICA
  - 「人生なんて きっかけひとつ。 タイ・ウボン」篇（2023年10月23日 - ）[186]
  - 「人生なんて きっかけひとつ。ウガンダ・エンテベ」篇（2024年9月3日 - ）[187]
- 日清食品「日清ラ王」
  - 「日清ラ王 どーせ買うなら」篇（2024年3月18日 - ）[188]
- ライオン 「OCH−TUNE」
  - 「あなたはどっち」篇 / 「わたしはこっち」篇 （2024年4月4日 - ）[189]
- 久光製薬「サロンパス」
  - 「すぐ貼る課・登場」篇（2024年5月31日 - ）[190]
- キリンビバレッジ「キリン おいしい免疫ケア」 - 天海祐希と共演
  - 「健康を守る発明品」篇（2024年10月7日 - ）[191]
  - 「夏の健康対策」篇（2025年6月17日 - ）[192]

### 舞台
- 世界（2017年1月 - 、作・演出：赤堀雅秋）
- 愛と哀しみのシャーロック・ホームズ（2019年9月1日 - 29日、世田谷パブリックシアター、作・演出：三谷幸喜） - ヴァイオレット 役[193][194]

#### 降板
- SHINKANSEN☆RX『薔薇とサムライ2―海賊女王の帰還―』（2022年秋、劇団☆新感線42周年興行・秋公演）
  - 体調不良のため降板[24]。

### ラジオドラマ
- TBSラジオドラマスペシャル「ふたご」（藤崎彩織原作、2018年6月17日、TBSラジオ） - 西山夏子 役[195]

### その他ラジオ番組
- TBSラジオ特別番組「広瀬アリスはマンガに囲まれてるときが最高の幸せ。」（2018年1月28日、TBSラジオ）[196]
- 日清MCTオイル presents 広瀬アリスのお散歩日和（2020年11月7日 - 2021年9月、TOKYO FM）[197]
- 広瀬アリスのオールナイトニッポン（2023年1月3日（2日深夜）、ニッポン放送）[198]
- PEUGEOT presents THE WORLD OF ALLURE〜心奪う、世界へ〜（2023年6月24日 - 12月30日、TOKYO FM）[199]

### 新聞
- 朝日新聞 第93回全国高校野球選手権大会特集「あきらめたらそこで終わり」（2011年8月8日）

### その他
- 全国高等学校サッカー選手権大会 第89回大会（2010年 - 2011年） - 応援マネージャー[200]
- 日本損害保険協会「自動車自賠責保険加入促進」イメージキャラクター（2010年度）[201]
- アモスタイル・イメージガール（2013年度）[202]
- Bリーグ 開幕戦中継スペシャルブースター（2017年）[203]
- ガールズアワード
  - 2017 AUTUMN / WINTER（2017年9月16日、幕張メッセ） - MC[注 4][204][205]
  - 2018 SPRING / SUMMER（2018年5月19日、幕張メッセ） - MC[206]
- 明治安田生命「みんなの健活プロジェクト」アンバサダー（2018年 - ）[207]
- GINZA PLACE presents OH MY SISTER! - 広瀬姉妹・写真展（2019年3月1日 - 10日、GINZA PLACE（銀座プレイス）「common ginza」） - 妹の広瀬すずと姉妹での写真展。撮影・藤代冥砂、川島小鳥[208]。
- 第32回東京国際映画祭（2019年） - フェスティバル・ミューズ[209]

## 書籍

### 雑誌連載
- Seventeen（2009年9月号 - 2015年12月号[16]、集英社） - 専属モデル
- Myojo（2016年4月号 - 2017年9月号、集英社）
- with（2018年6月号 - 、講談社） - レギュラーモデル [15]

### 写真集
- aBUTTON VOL.2_時　広瀬アリス／水沢奈子（2011年9月27日、パルコ、撮影：泊昭雄）ISBN 978-4-89194-913-6
- ALICE（2014年3月16日、角川メディアハウス、撮影：ND CHOW）ISBN 978-4-04-894942-2
- ありすずです。（2017年12月15日、玄光社）ISBN 978-4-7683-0923-0 - 広瀬すずとの姉妹でのフォトブック[210]。
- born to be happy（2019年12月11日、ワニブックス、撮影：藤代冥砂、佐野方美、竹内裕二）ISBN 978-4-8470-8249-8[211]

### カレンダー
- 広瀬アリス 2012年カレンダー（2011年10月1日、ハゴロモ）ISBN 978-4-7774-8095-1
- 広瀬アリス 2013年カレンダー（2012年9月22日、ハゴロモ）ISBN 978-4-7774-9186-5
- 広瀬アリス 2014年カレンダー（2013年10月30日、ハゴロモ）ISBN 978-4-8012-0300-6
- 広瀬アリス 2016年カレンダー（2015年10月17日、ハゴロモ）[212]
- 広瀬アリス 2017年カレンダー（2016年11月5日、TRY-X）[213][214]
- 広瀬アリス 2018年カレンダー（2017年11月13日、ハゴロモ）[215]
- 広瀬アリス 2019年カレンダー（2018年10月27日、トライエックス）[216]
- 広瀬アリス2020カレンダー（2019年11月8日、東京ニュース通信社）[217]
  - 壁掛けタイプ ISBN 978-4-86701-009-9
  - 卓上タイプ ISBN 978-4-86701-010-5

### 小説表紙
- 君と私の関係図　キス。のち秘め恋。（2013年7月25日、集英社ピンキー文庫、著：睡蓮華）
- 通学模様 〜君と僕の部屋〜（2014年8月22日、集英社ピンキー文庫、著：みゆ）

## 受賞歴
- ミス・セブンティーン グランプリ（2009年）
- コットンUSAアワード2018[218]
- 第33回 日本ジュエリーベストドレッサー賞 20代部門（2022年）[219][220]
- エランドール賞 「新人賞（TVガイド賞）」（2022年）[221]
- SUITS OF THE YEAR 2023「アート&カルチャー部門」（2023年）[222]
- 第20回クラリーノ美脚大賞2024 20代部門（2024年）[223]